# The Ark
The Ark — шведская глэм-рок-группа, основанная в 1991 году Ола Сало, Микаэлем Джепсоном и Ларсом Люнбергом, когда им было по четырнадцать лет. Мартин Аксен присоединился к группе в 1997 году, а Сильвестр Шлегель в 1999. Позднее, в 2006 году, ряды группы пополнил Йенс Андерссон, выступавший с группой в течение нескольких лет.
Тексты песен, написанных совместными усилиями группы, часто оспариваются общественностью. Например, записанная в 2002 году песня о правах гомосексуалов на право опеки над детьми. В 2006 году группа, и в частности Ола Сало, были раскритикованы американской общественностью из-за спорных комментариев по поводу терактов 11 сентября, которые скорее всего были шуткой в одной из песен по поводу открытия нового шведского посольства в Вашингтоне. Этот инцидент послужил причиной отмены американского тура группы.
В 2007 году The Ark победили на отборочном конкурсе за право выступать на Евровидении с песней «The Worrying Kind», написанной Ола Сало. Песня победила, набрав большинство голосов как зрителей, так и жюри. Она являлась представителем Швеции на конкурсе европейской песни, и позже вошла в альбом «Prayer for the Weekend», выпущенный в 2007 году. Несмотря на то, что The Ark были фаворитом букмекеров, они заняли 18 место (из 24 возможных) и набрали 51 балл. Победившая на конкурсе Сербия набрала 268 баллов.
Также The Ark сотрудничали с другими рок-группами, такими как The Darkness и The Cardigans.
В середине 2009 года The Ark объявили, что новый альбом группы будет выпущен весной 2010 года.
8 декабря 2010 группа объявила о грядущем распаде после выхода сборника Arkeology. Последний концерт был дан 16 сентября 2011 года.

## Состав
- Ола Сало: вокал и пианино (1991—2011)
- Микаэль Джепсон: бэк-вокал и гитара (1991—2011)
- Мартин Аксен: бэк-вокал и гитара (1997—2011)
- Ларс Юнгберг: бэк-вокал и бас (1991—2011)
- Сильвестр Шлегель: бэк-вокал и ударные (1999—2011)
- Йенс Андерссон: клавишные и звукорежиссёр (2006—2011)

## Дискография

### Официальные Альбомы
| Чарт   | Aльбом                 | Позиция | Год  |
| ------ | ---------------------- | ------- | ---- |
| Швеция | We Are The Ark         | 1       | 2000 |
| Швеция | In Lust We Trust       | 1       | 2002 |
| Швеция | State of The Ark       | 1       | 2004 |
| Швеция | Prayer for the Weekend | 1       | 2007 |
| Швеция | In Full Regalia        | -       | 2010 |

### Мини-альбомы
- 1996 — Racing with the Rabbits

### Песни
| Песня                          | Позиция в рейтинге | Недель в чарте | Дата выхода    |
| ------------------------------ | ------------------ | -------------- | -------------- |
| It Takes a Fool to Remain Sane | 7                  | 22             | Июнь 29 2000   |
| Echo Chamber                   | 42                 | 13             | Окт 26 2000    |
| Joy Surrender                  | 23                 | 6              | Апрель 12 2001 |
| Let Your Body Decide           | 59                 | 1              | Янв 4 2002     |
| Calleth You, Cometh I          | 2                  | 18             | Март 8 2002    |
| Father of a Son                | 5                  | 8              | Авг 29 2002    |
| Tell Me This Night Is Over     | 28                 | 9              | Ноя 14 2002    |
| One of Us Is Gonna Die Young   | 4                  | 18             | Дек 16 2004    |
| Clamour for Glamour            | 10                 | 23             | Апрель 4 2005  |
| Absolutely No Decorum          | 26                 | 7              | Фев 1 2007     |
| The Worrying Kind              | 1                  | 20             | Март 8 2007    |
| Gimme Love to Give             | 56                 | 1              | Июль 5 2007    |
| Prayer for the Weekend         | 15                 | 9              | Июль 12 2007   |
| Little Dysfunk You             | 58                 | 1              | Ноя 22 2007    |

## Клипы

### We Are the Ark
- It Takes a Fool to Remain Sane
- Echo Chamber
- Joy Surrender
- Let Your Body Decide

### In Lust We Trust
- Father of a Son
- Calleth You, Cometh I (old version)
- Calleth You, Cometh I (new version)
- Tell Me This Night Is Over

### State of the Ark
- One of Us Is Gonna Die Young
- One of Us Is Gonna Die Young (the U.S. version)
- Clamour for Glamour

### Prayer for the Weekend
- The Worrying Kind (collage version)
- The Worrying Kind (new version)
- Prayer For The Weekend